# DLOGTIME

DLOGTIME é a classe de complexidade de todos problemas computacionais solúveis em uma quantidade logarítimica de tempo computacionais por uma máquina de Turing determinística. É a menor classe não-trivial utilizando o recurso de tempo determinístico. Esta deve ser definida em uma máquina de Turing de acesso aleatório, visto que de outra forma não haveria tempo para ler toda a fita de entrada.
A uniformidade de DLOGTIME é importante na teoria de complexidade dos cicuitos.
O problema de testar o comprimento de uma entrada pode ser solucionado em DLOGTIME, utilizando busca binária para possíveis tamanhos.

## Ligação externa
- https://web.archive.org/web/20110830224242/http://qwiki.stanford.edu/index.php/Complexity_Zoo:L#lh